# Lenzener See (Blankensee)
Der Lenzener See (auch Lenzensee) ist ein See bei Pampow im Landkreis Vorpommern-Greifswald in Mecklenburg-Vorpommern.
Das etwa 0,1 Hektar große Gewässer befindet sich im Gemeindegebiet von Blankensee, vier Kilometer östlich vom Ortszentrum in Pampow entfernt. Der See hat keine natürlichen Zu- oder Abflüsse. Er ist ein Restsee des heutigen Natternbruches, das ein Teil des Naturschutzgebietes Gottesheide mit Schlosssee und Lenzener See ist. Die maximale Ausdehnung des Lenzener Sees beträgt etwa 90 mal 20 Meter.